# Claude Sabbah
Claude Sabbah (* 30. Oktober 1954) ist ein französischer Mathematiker, der sich mit Mikrolokaler Analysis und algebraischer Analysis befasst.

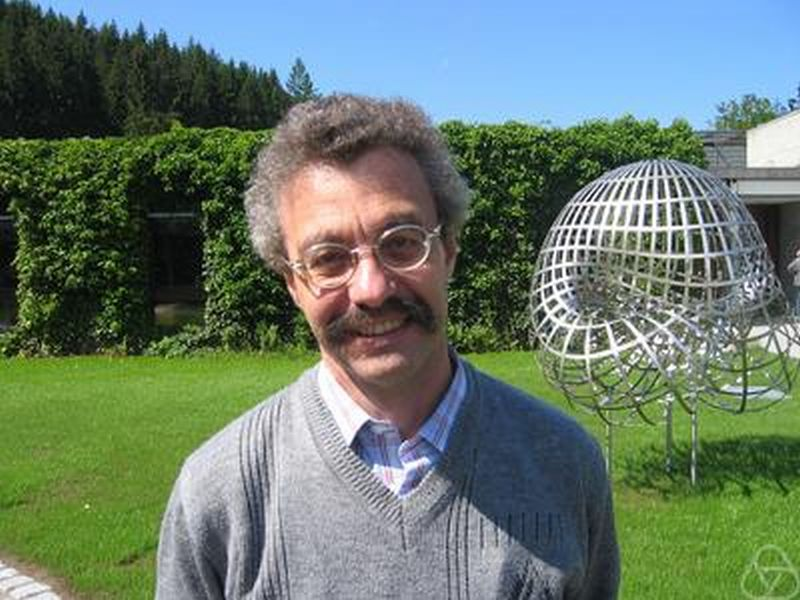
Claude Sabbah, Oberwolfach 2007

Sabbah wurde 1976 an der Universität Paris VII bei Lê Dũng Tráng promoviert. 1987 habilitierte er sich an der Universität Paris VII (Doctorat d´Etat). Er forscht für das CNRS (Directeur de Recherche) und lehrt an der École polytechnique (Centre de Mathématiques Laurent Schwartz).
Er führte Twistor-D-Module ein, eine Erweiterung der Theorie der Hodge D-Module von Morihiko Saitō, deren Theorie von Takurō Mochizuki weiterentwickelt und zum Beweis der Kashiwara Vermutung benutzt wurde. Sabbah und unabhängig Jean-Paul Brasselet (1983) konstruierten Chern-Klassen für die bivariante Theorie von William Fulton und Robert MacPherson, eine kategorientheoretische Konstruktion, die diese 1981 zum Studium von Singularitäten in der algebraischen Geometrie einführten. Deren Existenz war von Fulton und MacPherson vermutet worden, nachdem sie zuvor schon Stiefel-Whitney-Klassen in der bivarianten Theorie eingeführt hatten.
Sabbah war Vizepräsident der Société Mathématique de France, zuständig für Publikationen.
Er initiierte 2013 die Neubelebung des Journal de l'École Polytechnique, das 1795 bis 1939 bestand, als elektronisches, frei zugängliches Journal.

## Schriften
- Isomonodromic Deformations and Frobenius Manifolds, Universitext, Springer Verlag 2007
- Introduction to Stokes Structures, Lecture Notes in Mathematics 2060, Springer Verlag 2013, Arxiv (Vorlesungen Lissabon)
- Équations différentielles à points singuliers irréguliers et phénomène de Stokes en dimension 2, Astérisque 263, 2000
- Polarizable Twistor D-Modules, Astérisque 300, 2005, Arxiv
- Wild Twistor D-Modules, in Algebraic analysis and around, Advanced Studies Pure Mathematics 54, Math. Soc. Japan, 2009, 293–353
- Théorie de Hodge et correspondance de Hitchin-Kobayashi sauvages, d'après T. Mochizuki, Séminaire Bourbaki 1050, 2011/12, Arxiv
- Non commutative Hodge structures, Annales Inst. Fourier, Grenoble, Band 61, 2011, S. 2681–2717, Arxiv
- Introduction to algebraic theory of linear systems of differential equations, in: Elements de la théorie des systèmes différentiels, Les cours du CIMPA, Travaux en cours vol. 45, Hermann, Paris, 1993
- Frobenius manifolds: isomonodromic deformations and infinitesimal period mappings,  Expositiones Mathematicae, Band 16, 1998, S. 1–58
- mit Philippe Maisonobe: D-modules cohérents et holonomes, Les cours du CIMPA, Hermann 1993
- Herausgeber mit Nicole Berline: Distributions dans le sillage de Laurent Schwartz, Ed. Ecole Polytechnique, 2003, darin von Sabbah: Aspects algébriques de la division des distributions, 67–100
- Quelques remarques sur la geometrie des espaces conormaux, in Galligo, Maisonobe, Grangier, Systèmes différentiels et singularités, Astérisque, 130, 1985, 161–192
- mit J. P. Henry, M. Merle Sur la condition de Thom stricte pour un morphisme analytique complexe, Annales scientifiques de l'École Normale Supérieure, Sér. 4, Band 17, 1984, S. 227–268
- Proximité évanescente. I. La structure polaire d'un D-module, Compositio Mathematica, 62, 1987, 283–328, Numdam